# (685) Hermia
(685) Hermia ist ein Asteroid des Hauptgürtels, der am 12. August 1909 vom deutschen Astronomen Karl Wilhelm Lorenz in Heidelberg entdeckt wurde. 
Die Herkunft des Namens ist nicht bekannt. Einer Vermutung nach leitet er sich von einer Figur aus William Shakespeares Komödie Ein Sommernachtstraum ab.